# Blechnum aequatoriense
Blechnum aequatoriense är en kambräkenväxtart som beskrevs av A. Rojas. Blechnum aequatoriense ingår i släktet Blechnum och familjen Blechnaceae. Inga underarter finns listade.